# وستمنستر
وستمنستر الاسم من الناحية التاريخية كان يُستعمل لوصف المنطقة الواقعة حول كنيسة وستمنستر (الكاتدرائية الغربية The West Minster)، أَو (كنيسة ديرِ monastery church)، والذي أدى إلى تسميتها بهذا الاسم، الذي كان مقعد حكومة إنجلترا لمدة ألف عام تقريباً. و الاسم يُستعمل أيضاً للمدينة الأكبرِ لويست مينستر التي تغطّي مساحة جغرافية أوسع، ومنذ عام 1965 تضمنت القصبات السابقة لـ St. Marylebone وPaddington.

## أعلام
- دوا ليبا
- توم هيدليستون
- أوليفر كرومويل
- إدوارد الرابع ملك إنجلترا
- ريتشل وايز
- آن نيفيل
- سبنسر برسيفال
- روبرت الرايني
- إدوارد الأول ملك إنجلترا
- هنري برسل